# Vilarinho (Vila Verde)
Vilarinho era una freguesia portuguesa del municipio de Vila Verde, distrito de Braga.

## Historia
Vilarinho perteneció al antiguo concelho de Pico de Regalados hasta la extinción de este en 1855, pasando desde entonces al de Vila Verde, de cuya cabecera dista unos siete kilómetros.
Fue suprimida el 28 de enero de 2013, en aplicación de una resolución de la Asamblea de la República portuguesa promulgada el 16 de enero de 2013 al unirse con las freguesias de Barros, Gomide y Sande, formando la nueva freguesia de Sande, Vilarinho, Barros e Gomide.